# Kango
Kango es una comuna gabonesa, chef-lieu del departamento de Komo de la provincia de Estuaire.
En 2013 la comuna tenía una población de 4771 habitantes, de los cuales 2448 eran hombres y 2323 eran mujeres.
Es conocida por hallarse en una zona de vida silvestre y en sus inmediaciones se halla el parque nacional de los Montes de Cristal.
Se ubica en el lugar donde el río Komo comienza a formar el estuario de Gabón, unos 70 km al este de la capital nacional Libreville. Por la localidad pasa la carretera N1, que une Libreville con Brazzaville, y junto a Kango pasa la línea ferroviaria del Transgabonés.